# 人权
人權（英語：Human Rights；亦稱基本權、自然權利及人類基本權利）指“個人或群體作為人類而与生俱有之权利”。人權的許多價值以強化人的能動性，並以普世（或曰普適）原則要求所有人應享有此天赋權利。雖然人在一定程度上有放棄權益的自由，但基本權本身不可拋棄，即使個人表明自願放棄亦同。如中華民國民法第十六條規定「權利能力及行為能力，不得拋棄。」，第十七條規定「自由不得拋棄。」

## 定義
人權是所有人與生俱有之權利，它不分種族、性別、國籍、族裔、語言、宗教或任何其他身份地位。人權包括生命和自由之權利，不受奴役和酷刑之權利，意見和言論自由之權利，獲得工作和教育之權利以及其他更多權利。人人有權不受歧視享受這些權利。
國際人權法規定各國政府之義務，規定政府採取行動之特定方式或應避免之特定行為，以促進和保護人權及個人或團體之基本自由。
1948年12月10日，聯合國大會通過《世界人權宣言》，確立是否維護和保障人權成為憲法、國際法及國際社會評判的重要規範性價值標准；此外，比例原則等一干法律原則，亦為確保基本人權不受政府各種手段過度干預而生；不過在保護人權的法律實踐上，憲法及國際法的界定存在政治及學術爭議。學者張文貞認為，中華民國在施行兩大人權公約後，乃人權國際法與國內憲法的匯流。
人權的概念被認為和公平正義息息相關，捍衛弱勢人權更被認為是公平正義的伸張；然而，一些看似保障人權的做法，如廢除死刑等，容易被人認為是在妨礙公平正義；另外，雖然在法律上，死人不若活人享有投票或婚姻等權利，但一些法律制度，其目的是爲了保護死人的權利，因此死人也有人權，不能認為死人沒有人權。

## 历史

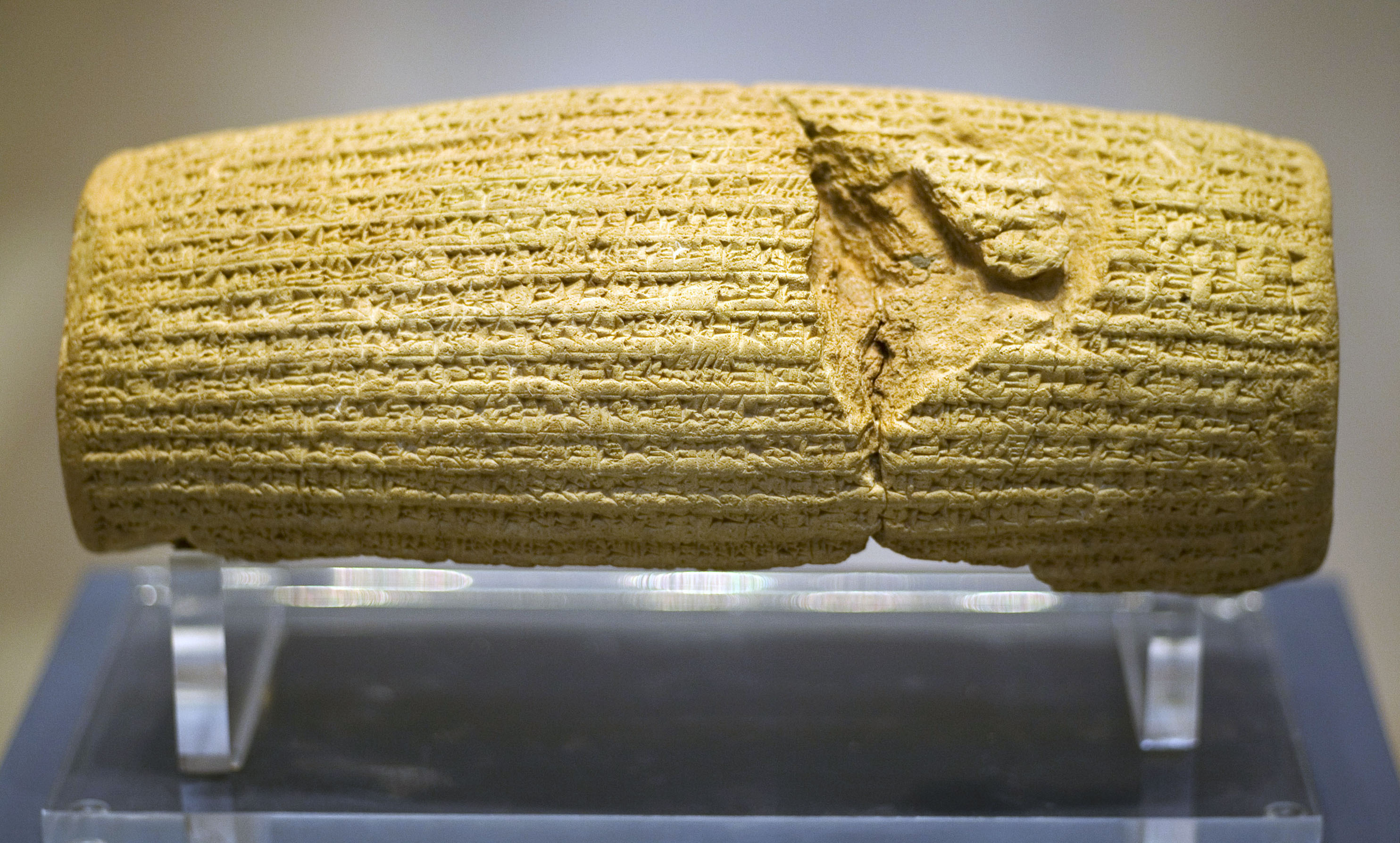
世界上最古老的人權宣言，居魯士文書

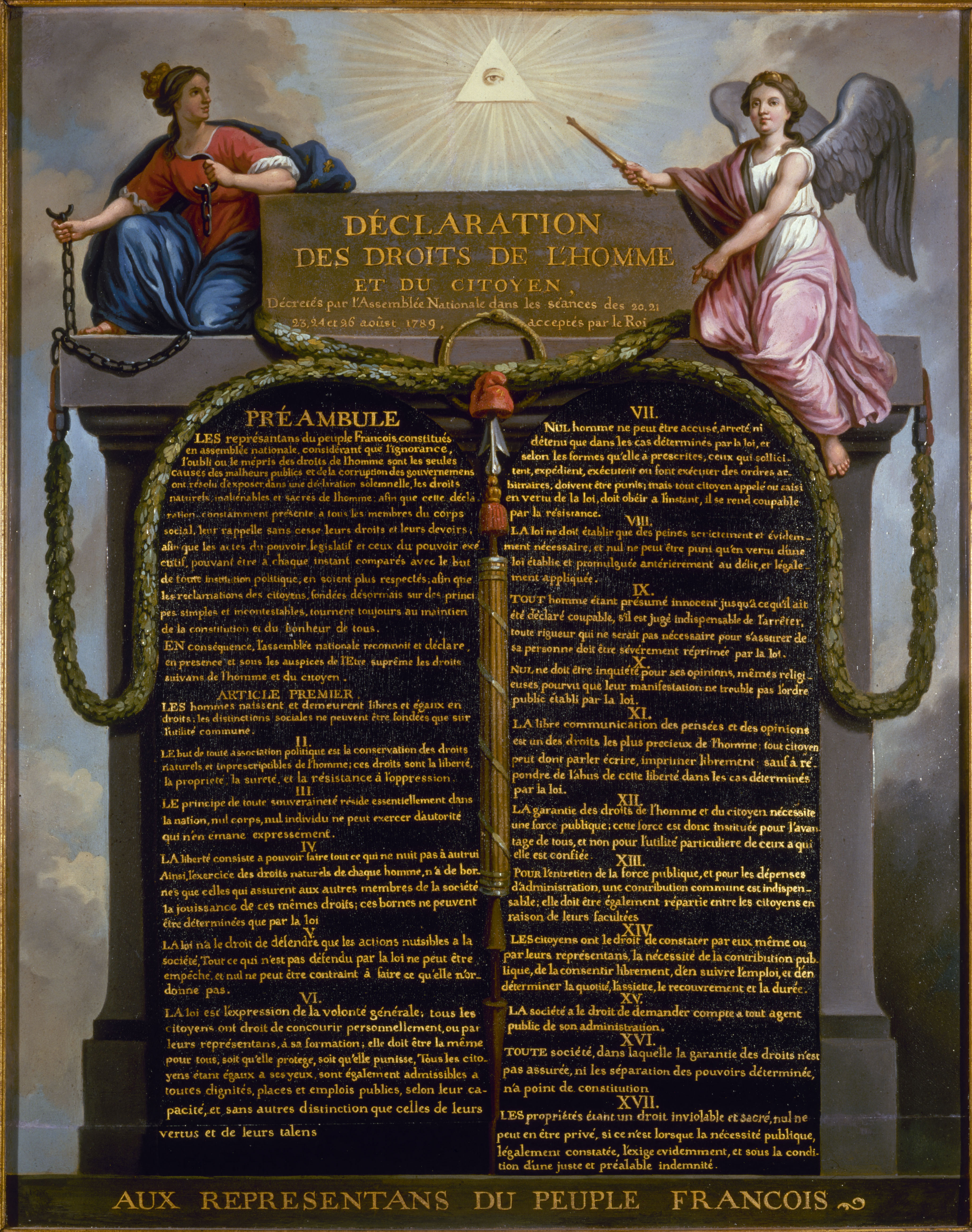
1789年8月26日通过的法国《人權與公民權宣言》

在古代社會，普世人權的概念尚未成熟，人僅因其身為一群體之成員而擁有權利。公元前6世紀的居魯士文書，當中居魯士大帝宣佈釋放所有巴比倫之囚中被擄的猶太人，使其可以重歸家園，此革命創舉是為人類史上首部人權宣言。有關個人權利的思想，很快便傳播到美索不達米亞鄰近的印度、希臘和羅馬。
- 《大憲章》（英國，1215年）：國王自始受到法律的約束，貴族的權利得到保障。
- 《權利請願書》（英國，1628年）：人民的權利及自由從此被制定。
- 《美國獨立宣言》（美國，1776年）：獨立宣言聲明了對於每個人對於生命、自由與追求幸福的權利。
- 《人权和公民权宣言》（法國，1789年）：自此以後，法律面前，公民一律平等。

《世界人權宣言》、《公民權利和政治權利國際公約》及其兩個《任擇議定書》（針對投訴程式和死刑）以及《經濟、社會及文化權利國際公約》及其《任擇議定書》共同構成《國際人權法案》。1945年後通過之一系列國際人權條約和其他文書擴大了國際人權法之構成，包括《防止及懲治滅絕種族罪公約》（1948年）、《消除一切形式種族歧視國際公約》（1965年）、《消除對婦女一切形式歧視公約》（1979年）、《兒童權利公約》（1989年）和《殘疾人權利公約》（2006年）。

### 《世界人權宣言》

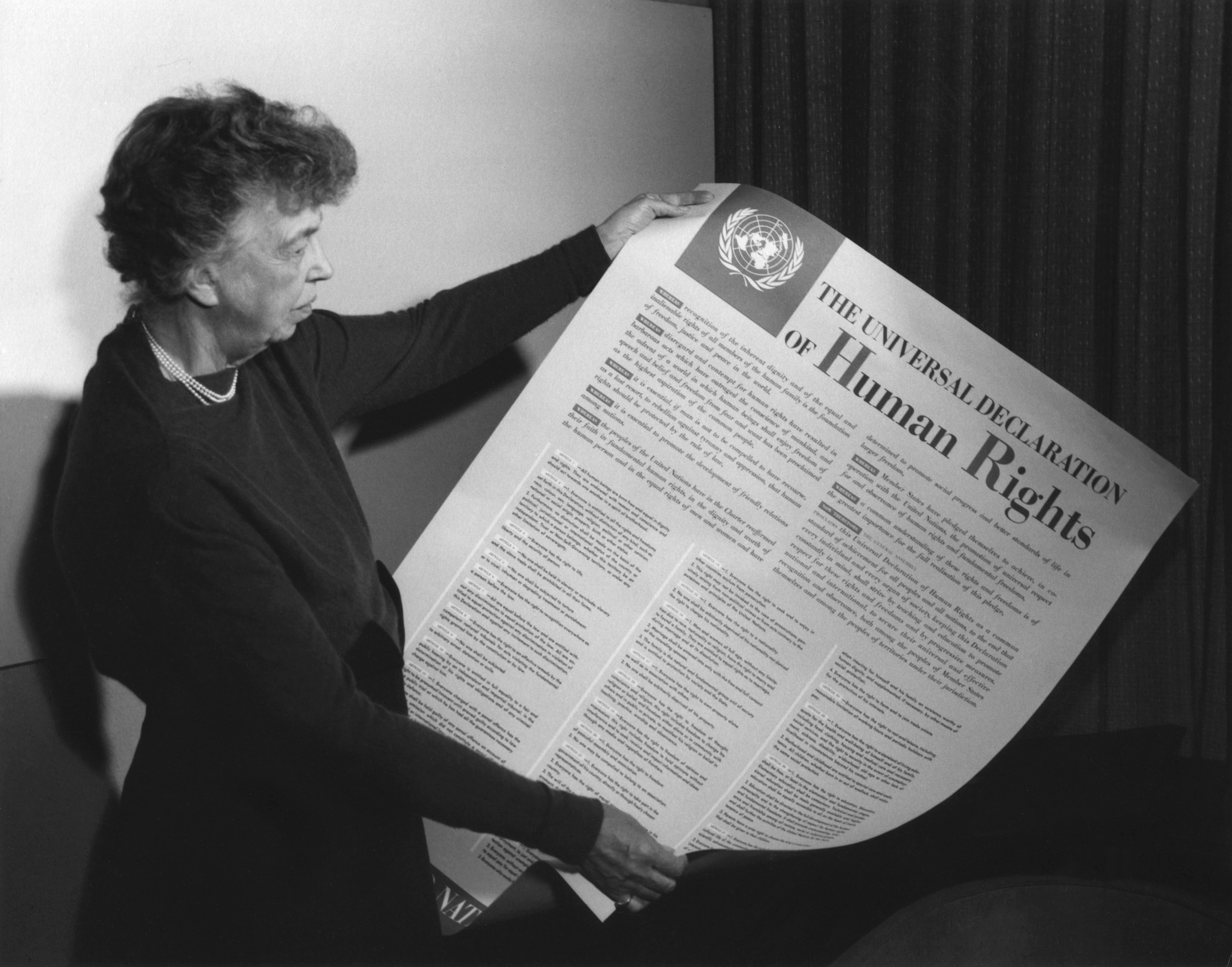
羅斯褔夫人手持的《世界人权宣言》

《世界人權宣言》是人權史上具有里程碑意義的文件，由來自世界各地區不同法律和文化背景的代表起草，通過聯合國大會於1948年12月10日在巴黎通過的第217A(III)號決議宣佈，作為衡量所有國家和人民取得成就之共同標準。《世界人權宣言》第一次規定人之基本權利應得到普遍保護，自1948年通過以來，已經被翻譯成501種語言，是世界上被翻譯最多之資料，是許多新獨立國家和新興民主國家之憲法之思想源泉。1950年，联合国大会将每年的12月10日为“國際人權日”。《世界人权宣言》通过后20周年即1968年，也被联合国定为“国际人权年”。
《世界人权宣言》提出，“人人生而自由，在尊严和权利上一律平等；人人都有资格享受本《宣言》所载的一切权利和自由，不论其种族、肤色、性别、语言、财产、宗教、政治或其他见解、国籍或社会出身、财产、出生或其他身份等任何区别。” 这些权利和自由可分为公民权利和政治权利以及经济、社会和文化权利两大类。其中，公民权利和政治权利包括：生命权、人身权、不受奴役和酷刑权、人格权、法律面前人人平等权、无罪推定权、财产所有权、婚姻家庭权、思想良心和宗教自由权、参政权和选举权等等；经济、社会和文化权利包括：工作权、同工同酬权、休息和定期带薪休假权、组织和参加工会权、受教育权、社会保障和享受适当生活水准权、参加文化生活权等等。《世界人权宣言》同时规定，“人人对社会负有义务，因为只有在社会中，他的个性才可能得到自由和充分的发展”。个人在享受权利时，只受法律所明定之限制。
虽然存有对《世界人权宣言》的代表性和时代局限性之质疑，但其作为人类有史以来的一次人权共同宣言，被广泛认为是国际人权事业的总章程，以下的《经济、社会、文化权利国际公约》和《公民权利和政治权利国际公约》是它的两个重要补充和细化。更为重要的是，这两个公约将《世界人权宣言》法律化，并构成了《国际人权宪章》，标志着全人类的人权事业进入了有法可依的新阶段。

### 《经济、社会、文化权利国际公约》
《经济、社会、文化权利国际公约》于1966年12月16日第二十一届联合国大会该通过，并交由各成员国批准。該公约于1976年1月3日生效。《经济、社会、文化权利国际公约》是第一个明确了经济、社会、文化权利的有法律约束力的国际条约，并第一次援引《世界人权宣言》，强调了经济、社会、文化权利与公民、政治权利的同等重要性和不可分割性，确立了民族自决的权利。《經濟、社會及文化權利國際公約》於1976年正式生效，旨在促進和保護以下權利：享受公正和良好的工作條件的權利；享有社會保護、相當的生活水準和能達到的最高的體質和心理健康的標準的權利；獲得教育以及享受文化自由和科學進步所產生的利益的權利。

### 《公民权利和政治权利国际公约》
《公民权利和政治权利国际公约》于1966年12月16日第二十一届联合国大会通过，并交由各成员国批准。《公民權利和政治權利國際公約》及其《第一項任擇議定書》於1976年正式生效，其《第二項任擇議定書》於1989年通過。《公民權利和政治權利國際公約》規定：行動自由；法律面前人人平等；公平審判以及無罪推定；思想、良心和宗教自由；意見和言論自由；和平集會；結社自由；參與公共事務和選舉；保護少數民族權益等權利。公約禁止任意剝奪生命；酷刑、殘忍或有辱人格的待遇或處罰；奴役和強迫勞動；任意逮捕或拘留；任意干涉隱私；戰爭宣傳；歧視；鼓吹種族或宗教仇恨。主要包括：生命、自由和人身安全的权利，不得使为奴隶和免于奴役的自由，免受酷刑的自由，法律人格权，司法补救权，不受任意逮捕、拘役或放逐的自由，公正和公开审讯权，无罪推定权，私生活、家庭、住房或通信不受任意干涉的自由，迁徙自由，享有国籍的权利，婚姻家庭权，对天然财富和资源的自由处置权，思想、良心和宗教的自由，享有主张和发表意见的自由，结社和集会的自由，参政权。《公民权利和政治权利国际公约》同时也明确了部分权利的有条件性或者绝对性。比如，第四条允许缔约国在国家生存受到威胁并且正式宣布社会紧急状态的情况下，减少原本应承担的义务，但减少的程度必须是客观需要前提下的最低限度，而且不得包括纯粹基于种族、肤色、性别、语言、宗教或社会出身的理由的歧视。而生命权，人格权等在任何情况下都不得进行任何形式的限制。第二十八条规定，设立人权事务委员会，负责监督公约的实施。

## 價值依據

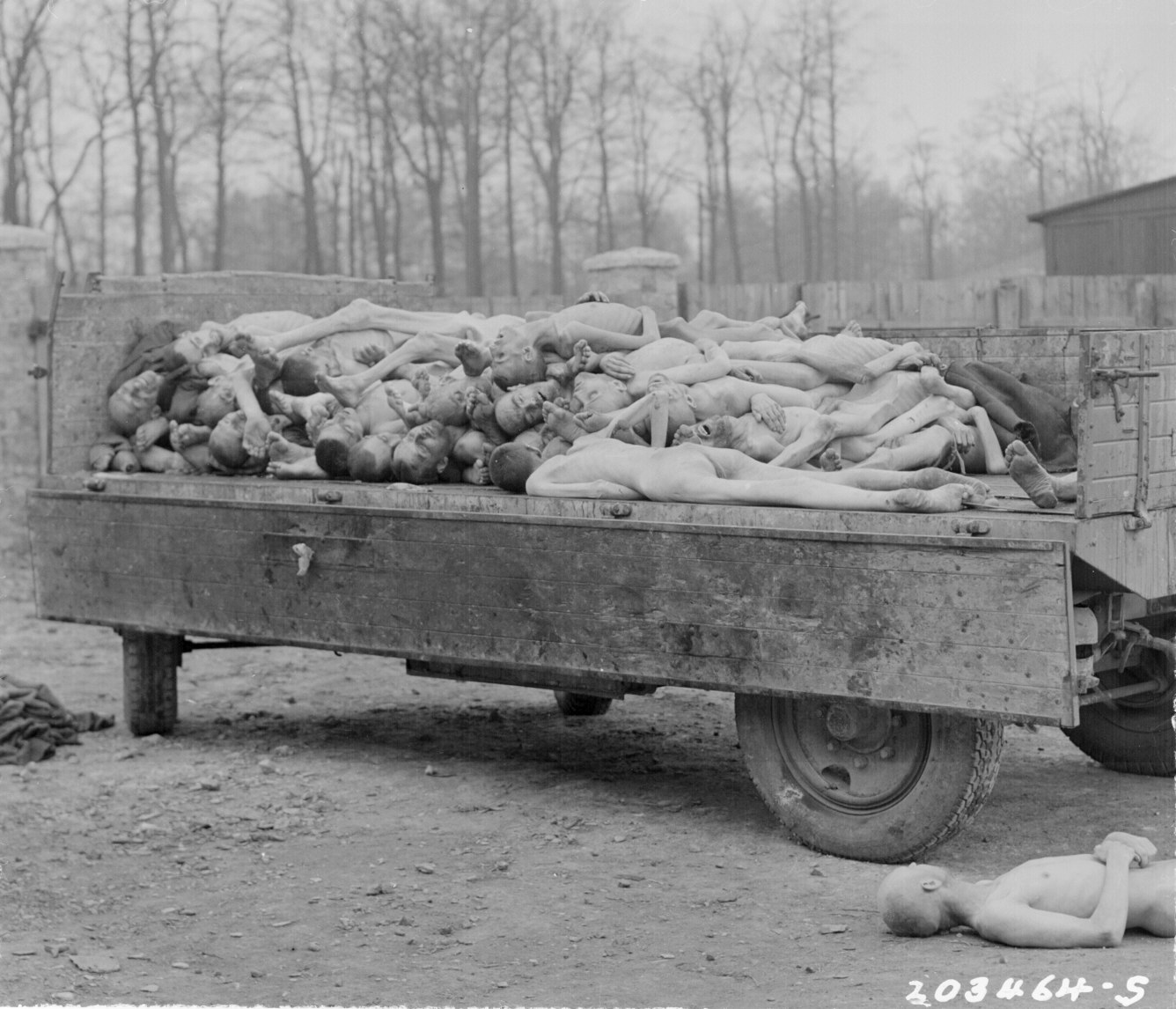
納粹“合法”的暴行

在當今主流社會的憲政體制中，憲法一般都將人權明細化和法制化。但是人權作為“人因其為人而應享有的權利”，并非由憲法賦予，憲法的作用僅是保障和實現人權的手段。
雅克·馬里頓説過：“人權的哲學基礎是自然法”。根據自然法的倫理學說，在某種意義上，支配人類行為的道德規範，起源於人類的自然本性或和諧的宇宙真理；而依照自然法的法學理論，法律準則的權威，至少部分來自針對那些準則所具的道德優先性的思量。
西塞羅曾説過：“事實上有一種真正的法律—即正確的理性—與自然相適應，他適用于所有的人并且是永恒不變的。……人類用立法來抵消它的做法是不正當的，限制它的作用是任何時候都不被允許的，而要消滅它則是更不可能的……它不會在羅馬立一項規則，而在雅典立另一項規則，也不會今天立一種，明天立一種。有的將是一種永恒不變的法律，任何時期任何民族都必須遵守的法律。”

### 普世性
人權的普世性在政治学和法学的思考，主要集中在更高法律規則（英語：rule according to a higher law）及其衍生的其他概念。更高法律規則意为只有当公平、道德和公正这些更高原则获得满足后，法律才可以被执行。在法律实践上，更高法律規則是通过法治（英語：rule of law）和法治国（德語：Rechtsstaat）的概念体现出来。
法治可分为形式法治和实质法治；形式（英語：formal）法治认为，法治本身并不提供“公正”，但为人们提供一个寻求公正的法律框架和程序；实质（英語：substantive）法治扩展前者概念，包括某些与此相关的包括自由、人权和民主在内的个人實質性權利。实质法治的这个扩展则在法理上承认天賦人權，也为宪政国家的宪法最终包括了人权法案建立了法理依据。尽管在学术界，形式法治比实质法治获得更广泛的认可，但在各国的法律实践上，宪政国家的宪法普遍包括了人权法案，因而实质法治得到事实上的广泛的确认。人权正是通过憲政和法治被认为是普世價值。
一些實證研究顯示普世價值存在。施瓦茨（Shalom H. Schwartz）与一些心理学同事们对普世價值進行了實證研究，調查普世價值是否存在，如果存在的话，又是哪些。施瓦茨定義的“價值”是那些“影響人們選擇行为和評價事件方式的令人向往的觀念”。他假说的普遍價值將涉及到三個不同類型的人类的需要：生理需求，社會統籌的需要，以及与福利和群體生存相關的需求。包括在44個國家对不同文化的超過25000人问卷在内的一系列的研究，施瓦茨的結果是，存在着十種不同類型的56种具體的普遍價值：
- 安全：强壮的肉体以避免疾病和天敌的伤害以及更高效地获取物质、繁殖后代。清潔，家庭安全，國家安全，社會秩序的穩定，報恩，健康，歸屬感。
- 享樂：拥有生存必需的物质，如食物和财富，作为快樂享受生活的保障。
- 權力：權威，領導地位，主導地位。
- 成就：成功，能力，雄心，影響力，智慧，自尊。
- 刺激：大膽刺激的行为，多樣的生活，精彩的生活。
- 自主：創造力，自由，獨立，好奇心，選擇自己的目標。
- 普世性（道德）：博大胸懷，才智，社會公正，平等，和平，美麗，與自然的融和，对環境的保護，內心的和諧。
- 慈善：樂於助人，誠實，寬容，忠誠，責任，友誼。
- 傳統：生活中的自我定位，謙讓，虔诚，尊重傳統，平和。
- 社会整合：自律，服從。

施瓦茨还测试了“灵性”这个类型，也就是“生命的意义”，但发现并不具有普世性。

### 批評
後殖民主義理論家對於人權概念的主要批評是，主張人權是文化帝國主義。尤其人權概念本源於自由主義的觀點，雖然這種概念在歐洲、大洋洲和北美洲被普遍接受，但在其他國家可能不被接受。批評者質疑那些提倡人權的思想家，例如约翰·洛克、密爾，均出身於西方，同時這些西方國家自身也都做出帝國主義行徑。這種論點還舉出宗教來證明文化的霸權主義。然而，一些人也對文化霸權的批評論點提出反對。如：人權概念本身也有部分起源於其他的文明和宗教。人權在實踐上也會與帝國主義的行徑產生衝突，例如人權也能被轉換作為民族自決的理論。
另一種批評則認為，人權所主張的權利具有階層性，因為各種不同權利之間的關係會互相影響。舉例而言，要保障擔任公職等政治權利，不能不先確立一定的文化和社會條件，例如妥適教育。而後者是否應該被包括作為第一種基本的權利，則仍是爭議所在。
還有一種則批評人權概念是根基於自行訂立的道德觀上。如果這種道德觀只是個人依據自己喜好而表達的要求，那麼人權就不是客觀的道德原則。美國哲學家Richard Rorty便認為人權只是根基於人類感情的表達上，而非一種理性的實現（不過，根基於利益理論的基礎，他仍然支持法律上的人權）。Alasdair MacIntyre：人權其實與古代人類對於「獨角獸和女巫的信仰相同」。這種批評與道德相對主義相近，它宣稱道德是個人喜好、沒有客觀標準可衡量道德基準。
馬克思主義則反對西方人權觀中“絶對的”“先驗的”等唯心觀點，認為人權不是從來就是“天賦”，而是生產力發展到一定階段的產物。馬克思認為西方文明中的“人權”是帶有階級烙印的“特權”。“只要階級還没有消滅，任何關于自由和平等的籠統議論都是欺騙自己，或者是欺騙工人，欺騙全體受資本剥削的勞動者，無論怎麽説，都是在維護資產階級的利益。”馬克思主義主張的“人權”，是建立在生產資料公有制上的“人權”，因為只有消滅了生産資料的私有制才有可能實現任何人之間真正平等，以及“人的解放”。北京日报于1979年3月22日发表《人权不是无产阶级的口号》一文公开批评人权是资产阶级的概念，然而这篇文章否定了人权是无产阶级应当争取的东西，其实扭曲了马克思主义。
對於人權的最後一種批評，則聚焦於「誰才有責任監督人權」的問題上。人權的概念起源於避免公民遭到國家侵害，也因此可能代表所有人都有責任介入並保護受到侵害的其他人。因此在民族和國籍的區隔上，由於那強調了人們的不同點而不是相同點，可能被人權運動視為是對人權不良的影響，因為那否認了人們天賦的相同權利。中国則主張國家主權才是最重要的，因為是國家最先立下了人權的條約保證。在對於國家干預和使用暴力與某些的爭論議題上，爭論者的主張通常也都與他們對於人權的看法差異有關，例如將人權看作是法律權利抑或是天賦權利、以及他們是屬於世界主義抑或民族主義的立場都有關聯。

## 主要内容
國際社會對人權的内容和分類存在著很大的分歧，各種理論之間不僅有衝突也有重叠之處。所以本章節將人權的各種元素從錯綜複雜的理論中提取出來分列如下。一些人認為人權的評判標準由西方國家界定，關於這點可見下面評判標准一節的說明。

### 基本内容
儘管對人權的具體認識與實踐互不相同，但是對于一些人權的基本内容仍有一定共識。
- 生命權。生命權是最基本，最重要的人權，如果無法充分保障人的生命權，那么一切其它權利都是空中樓閣。無端剥奪人的生命，或者肆意對人施加恐嚇、虐待和折磨，就是用一種非人權的待人方式。[25]任由這種情况發生，個人權利就無從談起。所以一般各國的刑法都將侵害他人生命權的罪行量刑最重。“生命權是一個人之所以被當作人類夥伴所必須享有的權利。”[26]
- 自由權。自由，是人權的靈魂。因此，人身自由、通信自由、言論自由、結社自由、宗教信仰自由等都是個人的基本權利。如果没有充分的自由權，生命權也將失去意義。
- 財產權。財產權是生命權和自由權的延伸。如果一個人要生存下去、要有能力選擇他喜歡的方式生存下去，一定要有物質作為支持，那麽，對自我勞動的所得進行排他性的占有，就是生命權與自由權必不可少的保障。“人能够工作，能够靠自己的勞動成果生活，并把生活剩餘的錢存起來留給子女或者自己的晚年，這都是人尊嚴的一部分。”[27]財產權看似是一種物權，但其實質為人支配物，即支配自己正當所得的權利。
- 尊嚴權。尊嚴也是生命權和自由權的合理延伸。如果一個人若無尊嚴，那麽他的生命至多為無人格的形式。作為基本人權，尊嚴的價值早在古代就得到普遍的認同，如陶淵明，不為五斗米折腰等。尊嚴權主要要求人們在社會交往中互敬互愛，文明禮貌。如果一個人的尊嚴權被否認，就意味者人們可以肆無忌憚的羞辱，威脅，騷擾，中傷他，那顯然他就失去了“作為人類”的資格，這無疑是和人權所不容的。
- 公正權。人權的普適性必然要求各人都受到公平合理的對待，但現實生活中，經濟權力、政治權力、種族、國籍等，都會不同程度將人劃到不同的等級，那麽人權就變成有限的，有條件的，甚至成為特權階級的奢侈品了。而公正權是為了將人權擴展到每一個人身上。公正權不僅是人權的一部分，更重要的是它也是人權中其它部分的必要條件。

### 进阶内容
2006年3月15日，由聯合國大會建立並直接負責之聯合國人權理事會取代成立60年之久之聯合國人權委員會，成為聯合國政府間負責人權之主要機構；理事會由47個會員國代表組成，肩負著在世界各地加強促進和保護人權之任務，應對人權突發事件等侵犯人權之狀況並就提出建議。人权的基本内容仅仅一种最低限的保障，在现代文明社会中，这显然是远远不够的。所以又出现了很多对人权的扩充。人权的进阶内容一般都是基本内容的融合、扩展、深化。但是由于经济发展的不平衡性和文明的多样性，对于以下的人权内容和具体的实现方式，尚有不同程度的分歧。
- 发展权。“发展权”最早是1970年联合国人权委员会委员卡巴·穆巴耶在一篇题为《作为一项人权的发展权》的演讲中被提出，并立即受到了广大发展中国家的强烈支持。1979年，第三十四届联合国大会在第34/46号决议中确认，发展权是一项人权，平等发展的机会是各个国家的天赋权利，也是个人的天赋权利。1986年，联合国大会第41/128号决议通过了《发展权利宣言》，对发展权的主体、内涵、地位、保护方式和实现途径等基本内容全面阐释。1993年的《维也纳宣言和行动纲领》再次重申发展权是一项不可剥夺的人权，从而使发展权的概念更加全面、系统。发展权在坚持个人良好发展的同时，也强调了“集体人权”这一新生概念，也就是要求各国，各民族都能平等、自由、友好的交流合作，均等地享受发展机会。发展权强烈地反映了发展中国家对发达国际制定的国际秩序的不满以及对国际公平正义的诉求，甚至透出相当的共产主义色彩，也就很自然地成为当今国际社会在人权方面的交锋重点。另外，由中立的國際非營利組織世界經濟論壇（World Economic Forum）的下屬智庫，“競爭力報告組”Competitiveness Team提供的各年度經濟報告：《全球競爭力報告》對各國和各經濟體的競爭力進行評估；《全球信息技術報告》基於各國的信息技術實力評估其競爭力；《全球性別差異報告》(例如：The Global Gender Gap Index 2021 rankings)調查在社會活動的男女(性別)平等問題；《全球風險報告》評估全球主要存在的風險；《全球旅遊業競爭力報告》對旅遊業進行評估；《全球貿易促進報告》對各國貿易促進因素進行分析評估。 [28]
- 民族自决权。追根溯源，民族自决权源于啟蒙運動时期的天赋人权说和人民主权说。1776年的美国《独立宣言》和1789年的法国《人权和公民权宣言》是反映这些思想的最具代表性的历史文献。二战之后，民族自决权在《联合国宪章》、《关于人民与民族的自决权的决议》、《给予殖民地国家和人民独立宣言》、《国际法原则宣言》、《关于自然资源永久主权的宣言》、《公民权利和政治权利国际公约》、《经济、社会及文化权利国际公约》等一系列国际文件中多次獲致确认和重申，并作为一项重要的集体人权获得了广泛的认可和接受。民族自决权风靡一时是与资产阶级革命，以及二战以后大批受压迫的民族和国家独立自主密不可分的。然而在国际形势大大改变的现在，民族自决权更加强调的是本民族国家自主选择自己的发展道路和生活模式，而不受外部干涉的一项集体人权。对于民族自决权是謂重要人权，国际社会普遍没有异议，但对于民族自决权的限度，民族自决权与最低人权标准的之间的矛盾等，国际社会的斗争相当激烈。民族自决权被普遍用于发展中国家反对发达国家“干涉”的重要理论依据。

### 立法的内容
為多數國家認同的人權立法内容包含如下：
- 安全的權利：有關禁止犯罪行為，如謀殺、屠殺、酷刑和强奸。
- 自由的權利：有關自由的範疇，如：宗教和信仰自由、集會、結社、组党。
- 政治的權利：有關人民的自由參政權，如参政或入黨。
- 訴訟的權利：有關防止濫用法律制度，如監禁審訊、秘密審訊和過度懲罰。
- 平等的權利：有關公民的平等，在法律之前人人平等。
- 福利的權利（經濟的權利）：有關提供教育和免於遭受嚴重的貧窮和飢餓。
- 民族的權利：有關群體免受種族屠殺之權利。

另外，雖然在法律上，死人不若活人享有投票或婚姻等權利，像中華民國民法第六條：「人之權利能力，始於出生，終於死亡。」；但一些法律制度，其目的是爲了保護死人的權利，像例如法律保障人死後的人格權，因此不能認為死人沒有人權，反而應該認為，死人也有人權，只是不同於活人而已。
以下是一些和人權相關的國際法律和文書的列表：
| 人權文書                                                                               | 地點                             | 日期           | 參考                                 |
| -------------------------------------------------------------------------------------- | -------------------------------- | -------------- | ------------------------------------ |
| 防止及懲治滅絕種族罪公約                                                               |                                  | 1948年12月9日  |                                      |
| 世界人權宣言                                                                           | 聯合國大會                       | 1948年12月10日 |                                      |
| 日內瓦公約                                                                             |                                  | 1949年8月12日  | 有關戰爭受難者、戰俘和戰時平民的待遇 |
| 關於修正1926年9月25日在日內瓦簽訂的禁奴公約的議定書                                    | 聯合國大會                       | 1953年10月23日 |                                      |
| 兒童權利宣言                                                                           | 聯合國大會                       | 1959年11月20日 |                                      |
| 給予殖民地國家和人民獨立宣言                                                           | 聯合國大會                       | 1960年12月14日 |                                      |
| 關於自然資源永久主權的決議                                                             | 聯合國大會                       | 1962年12月14日 |                                      |
| 消除一切形式種族歧視宣言                                                               | 聯合國大會                       | 1963年11月20日 |                                      |
| 消除一切形式種族歧視國際公約                                                           | 紐約                             | 1966年3月      |                                      |
| 國際文化合作原則宣言                                                                   | 聯合國教科文組織大會第十四屆會議 | 1966年11月4日  |                                      |
| 經濟、社會及文化權利國際公約                                                           | 聯合國大會                       | 1966年12月16日 |                                      |
| 公民權利和政治權利國際公約                                                             | 聯合國大會                       | 1966年12月16日 |                                      |
| 公民權利和政治權利國際公約任擇議定書                                                   | 聯合國大會                       | 1966年12月16日 |                                      |
| 消除對婦女歧視宣言                                                                     | 聯合國大會                       | 1967年11月7日  |                                      |
| 德黑蘭宣言                                                                             | 國際人權會議                     | 1968年5月13日  |                                      |
| 禁止並懲治種族隔離罪行國際公約                                                         | 聯合國大會                       | 1973年11月30日 |                                      |
| 消除對婦女一切形式歧視公約                                                             | 聯合國大會                       | 1979年12月18日 |                                      |
| 禁止酷刑和其他殘忍、不人道或有辱人格的待遇或處罰公約                                   | 聯合國大會                       | 1984年12月10日 |                                      |
| 維也納宣言和行動綱領                                                                   | 聯合國第二次世界人權大會         | 1993年6月      |                                      |
| 人民享有和平權利宣言                                                                   | 聯合國大會                       | 1984年11月12日 |                                      |
| 發展權利宣言                                                                           | 聯合國大會                       | 1986年12月4日  |                                      |
| 兒童權利公約                                                                           | 聯合國大會                       | 1989年11月20日 |                                      |
| 嚴重違反國際人權法和嚴重違反國際人道主義法行為受害人獲得補救和賠償的權利基本原則和導則 | 聯合國大會                       | 2005年12月16日 |                                      |
| 多哈宣言                                                                               |                                  |                |                                      |
| 日惹原則                                                                               |                                  |                |                                      |

### 人權發展三阶段
第一代人權知識分子對教會霸權的反抗，以不被國家侵犯人權為基本的目的，另稱為消極人權。
第二代人權在工業及資本主義發展下，反抗童工、階級剝削的意識提倡。
第三代人權在第一次世界大戰後和殖民主義發展下對於個人的人權，從國內這觀念下，反省要擴張到國與國之間的監督。

## 評判標准
儘管對于人權的具體内容和保障人權的具體方式富有争議，但終歸需要具體實在的判斷標准，以促進全人類的福祉。
在人類追尋統一人權標准的道路上，無人能够回避無奈現實。由于歷史，地理等諸多因素，有的國家能花費大量的社會資源去呵護寵物和家畜，但有的國家却為給兒童提供最低限度的食物，醫藥和教育而挣扎。不僅各國的經濟發展水平有天壤之別，在文化傳統方面也往往是千差万别。這些客觀事實嚴重阻礙人類關于人權在現實層面的共識，且歷史經驗表明，强制移栽的人權往往會出現“水土不服”的症狀。
為了解决這個難題，當代英國思想家米爾恩提出了“作為最低限度標准的人權”。核心内容主要有兩點，第一，由于社會發展的不平衡性和道德規範的多様性，得到某種共同體認可的權利，没有足够的理由被認為也同様適用于其他共同體。第二，無論社會發展和道德規範存在多麽大的差异，一些最低限度的人權必須得到所有共同體的一致擁護。總結起來，人權標准是最低的，所以才能成為普遍的；因為是普遍的，所以也只能是最低的。
在全球化時代，如何通過建設性對話來溝通和擴大人權方面的國際共識，已成為了當今國際社會主要議題之一。不僅在西方文明的框架内思考人權，而且在與西方文明并駕齊驅的其它文明框架内省察人權，已形成“文明相容的人權觀”，是緩和并逐步化解矛盾衝突的必由之路。
儘管以《維也納宣言和行動綱領》為代表，一系列人權宣言都肯定了人權的特殊性，指出實施人權原則必須考慮國家特性和地域特征以及不同歷史、文化和宗教背景。但是社會普遍認同人權仍應有最低限度標準，“貧窮不能做為國家恐怖和酷刑的藉口。”
鑒于一系列複雜的原因，人權的評判標准存在，而且還將長期存在着分歧。但人類在促進人權的偉大事業中，不斷溝通，不斷理解，不斷磨合的過程，本身亦是人權的促進。
若以經濟發展角度做出評估標準，前述立場中立的世界經濟論壇（World Economic Forum）智庫《年度全球性別差異報告》調查在社會活動的男女(性別)平等問題，提供客觀動態的各國排名指數。例如：2021年，阿富汗因戰亂等因素敬陪末座。
中国共产党和中华人民共和国政府与西方在人权观上有较大的分歧，主要集中于三个方面： 第一，西方主流意见认为人权原则具普世性，而中国更强调人权价值观有文化相对性； 第二，西方人权观以个体自由和个人权利为核心，而中国更强调集体权力，以及公民义务与权利的统一； 第三，西方人权观注重政治权利与言论自由、出版自由、结社自由、集会自由等公民权利，而中国的人权观则强调，发展中国家中生存权才是首要人权，应优先予以发展。人们首先要生存，然后才能谈到其他人权。人人充分享有人權，是人類社會的偉大夢想；中國共產黨和中國政府始終尊重和保障人權；中國共產黨從誕生起就把為人民謀幸福、為人類謀發展而奮鬥；中國堅持把人權普遍原則結合中國實際，人權發展適合中國國情；奉行以人民為中心的人權理念，首要基本人權為生存權、發展權，協調增進全體人民的经济、政治、社会、文化、環境權利，努力維護社會公平正義，促進人的全面發展，加強人權法治保障，不斷提高尊重與保障中國人民各項基本權利，推動中國及世界人權事業發展:出版説明。
在这些分歧中，比较有影响且常被用来对抗西方人权观点的，是建立于文化相对主义基础上的“亚洲价值论”。此论的主要阐述者，包括新加坡前总理李光耀和马来西亚前首相马哈迪·莫哈末。也许是主要基于意识形态的原因，共产主义的革命意识形态与中国传统价值并不相容，故長期以來，中国政府并未公开表示支持“亚洲价值论”，而是不承认人权的普世性，并强调马克思主义所说的“阶级性”和文化差异决定的相对性。 
从1990年代中期开始，在越来越频密的国际人权讨论中，中国政府表面上逐渐接受人权普世性的看法，但仍然强调在人权问题上的历史文化传统和具体社会条件。中国政府在人权问题上用来对抗西方的观点有二：一是中国是发展中国家，需要首先解决经济发展和百姓的温饱问题；二是基于对中国近代史上，帝国主义强权持续对中国侵略、控制、干涉的历史事实的认知，中国政府认为，主权问题也是中国的集体人权问题；西方国家在人权问题上对中国的批评，很大程度上是謂新式干涉主义，是“颜色革命”和“和平演变”的重要组成部分。通过中国政府及各类媒体的宣传和西方社会制度弊端的暴露，民众逐渐认识到西方人权观念的消极面，同时随着中国和西方对抗加剧，这两大观点在当今中国社会有着越来越大的影响力。 
2015年9月16日，中共中央總書記習近平《致「二〇一五·北京人權論壇」的賀信》稱：「近代以後，中國人民歷經苦難，深知人的價值、基本人權、人格尊嚴對社會發展進步的重大意義，倍加珍惜來之不易的和平發展環境，將堅定不移走和平發展道路、堅定不移推進中國人權事業和世界人權事業。」:32015年9月28日，習近平《攜手構建合作共贏新夥伴，同心打造人類命運共同體》稱：「和平、發展、公平、正義、民主、自由，是全人類的共同價值，也是聯合國的崇高目標。目標遠未完成，我們仍須努力。當今世界，各國相互依存、休戚與共。我們要繼承和弘揚聯合國憲章的宗旨和原則，構建以合作共贏為核心的新型國際關係，打造人類命運共同體。」:1432021年1月25日，習近平《讓多邊主義的火炬照亮人類前行之路》稱：「沒有多樣性，就沒有人類文明。多樣性是客觀現實，將長期存在。差異並不可怕，可怕的是傲慢、偏見、仇視，可怕的是想把人類文明分為三六九等，可怕的是把自己的歷史文化和社會制度強加給他人。各國應該在相互尊重、求同存異基礎上實現和平共處，促進各國交流互鑒，為人類文明發展進步注入動力。」:162-1632022年6月，《求是》雜誌刊出習近平的講話內容，習近平指出「西方國家宣傳普世人權、人權高於主權，陷入政黨惡鬥、政府失信、社會失序、疫情失控的困境，導致政治極化、貧富分化、族群對立不斷加劇，種族主義、民粹主義、排外主義大行其道，人權問題日益凸顯」，習近平說明中國要堅定不移走自己的人權發展道路，推動自己的人權事業發展。
与其同时，西方国家及人权组织批评中华人民共和国人权状况不良，并在中共中央总书记习近平执政期间持续恶化，特别是新疆再教育营和维吾尔族穆斯林的人权问题。

### 争议焦點

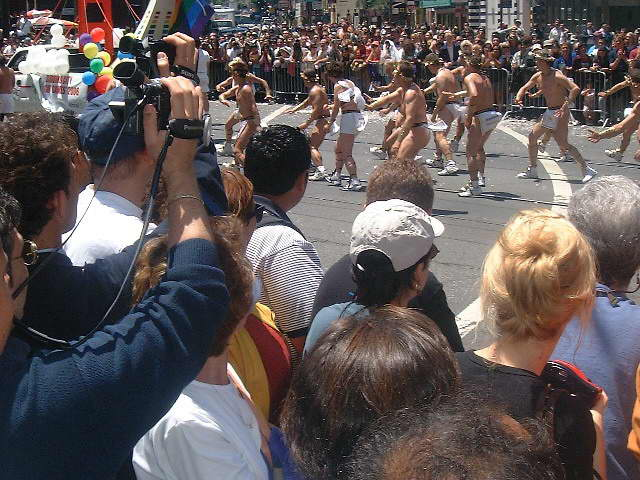
旧金山的同性恋自豪日

- 废除死刑
- 安乐死
- 堕胎
- 同性恋权利
- 性別變更登記（英语：Legal_aspects_of_transsexualism）
- 性交易
- 女权主义
- 人道主義危機

### 爭議事件
- 北京人權律師浦志強，於2015年12月22日，被控煽動民族仇恨罪、尋釁滋事罪，遭吊銷執照。[46]
- 美國發表2015年各國人權報告，譴責香港銅鑼灣書店股東及員工失蹤事件、打壓中國人權律師的行為，另外也點名朝鮮民主主義人民共和國、古巴、伊朗。[47]
- 2016人權律師江天勇、四川人權運動成員陳雲飛，被中國指控煽動顛覆國家政權罪，判处有期徒刑二年，剥夺政治权利三年，于2019年2月底刑满出狱。[48]

## 外部連結
| - 联合国人权事务高级专员办事处（人权高专办）（简体中文） - 美国自由之家（页面存档备份，存于）（英文） - Project Diana : An Online Human Rights Archive（页面存档备份，存于） - The Avalon Project at Yale University（页面存档备份，存于） - European Social Charter （页面存档备份，存于） - Human Rights in Russia - 人权观察 （页面存档备份，存于） | - 中国人权观察 - 中国人权 - 中国人权协会（繁） （页面存档备份，存于）（繁體中文） - 香港人权监察（英文）（简体中文）（繁體中文） - 国际特赦组织（页面存档备份，存于）（英文） / 国际特赦组织台湾分会 （页面存档备份，存于）（繁體中文） - 崔之元：〈擺脫「亞洲價值」vs「西方價值」的思維方式——對人權問題的思考〉 （页面存档备份，存于）（2008） |

- 保护人权与宗教自由协会 （页面存档备份，存于）
- Association for the Defense of Human Rights and Religious Freedom (ADHRRF) （页面存档备份，存于）
- 中共政府迫害宗教信仰人權狀況簡報  （页面存档备份，存于）
- Stella del Mattino  （页面存档备份，存于）